# Cantung Kiri Hilir
Cantung Kiri Hilir – wieś (desa) w kecamatanie Kelumpang Hulu, w kabupatenie Kotabaru w prowincji Borneo Południowe w Indonezji.
Miejscowość ta leży w południowo-wschodniej części kecamatanu, po zachodniej stronie drogi Jalan Jenderal Sudirman.